# Anwar Ahmed Khan
Anwar Ahmed Khan (Bhopal, 24 de septiembre de 1933 – Karachi, 2 de mayo de 2014) fue un jugador de hockey hierba pakistaní. Ganó la medalla de oro en los Juegos Olímpicos de Roma 1960 y plata en Melbourne 1956 y Tokio 1964. Fue conocido como la Roca de Gibraltar (Rock of Gibraltar).
Khan nació en la India, hijo de su Alteza Mohammad Hashim Khan y su Alteza Noor Jehan Begum, quinto hijo entre cinco hermanos y una hermana. Comenzó a jugar a hockey en India y continuó practicándolo cuando su familia se trasladó a Karachi en 1950, siendo miembro de la selección pakistaní a partir de 1954. Se retiró de la competición en 1966, y luego hasta 1993 trabajó en la Aduana de Pakistán, donde estuvo empleado desde 1955. Paralelamente, fue ayudante de los seleccionadores (tanto sénior como júnior). Ayudó al primera equipo a ganar la plata en el Mundial de 1975, el oro en los Juegos Asiáticos en 1974 y la plata en los de 1986.